# Hrebine
Hrebine is een plaats in de gemeente Pušća in de Kroatische provincie Zagreb. De plaats telt 321 inwoners (2001).